# Vel

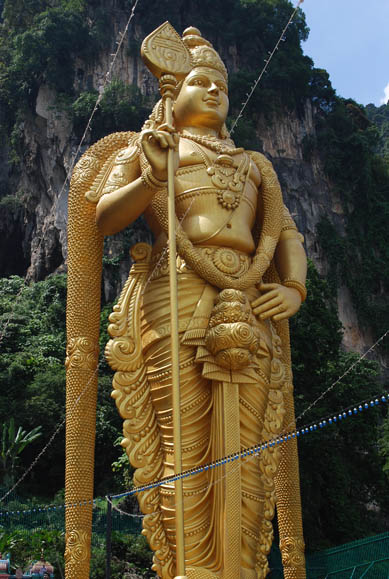
Murugan segurando o Vel.

Vel (em tâmil:  வேல்) é a lança de Kartikeya, uma divindade do hinduísmo.